# Plage de Pärnu
La plage de Pärnu (en estonien : Pärnu rand) ou plage centrale de Pärnu (en estonien : Pärnu keskrand) est une plage de baignade de Pärnu en Estonie.

## Description
Keskrand est une plage de sable avec des dunes, dont la longueur est d'environ 1800 m et la largeur est de 100 à 120 m. 
La partie du plan d'eau utilisée pour la baignade est balisée par des bouées, la profondeur d'eau maximale dans la zone de baignade est de 1,7 m. La profondeur moyenne de l'eau dans la zone centrale de la plage est de 1,5 m à une distance de 200 m du bord de l'eau. Sur la plage centrale, il y a aussi une zone réservée aux surfeurs, qui se situe au bout de la promenade de la plage, de Tervise Paradiis en direction de Raeküla.
Lors d'une journée d'été ensoleillée, des dizaines de milliers de baigneurs et de nageurs viennent sur la plage.
Sur la plage, il y a, entre-autres, des balançoires, des équipements de surf en location, un mini-golf et un service de sauvetager. Deux tours de surveillance ont été installées.
Près de la plage, sont situés les bains de boue de Pärnu, le café de la plage de Pärnu, l'hôtel de la plage et le centre aquatique et l'hôtel Tervise Paradiis.
Au nord de la plage se trouve le parc de la plage de Pärnu. À l'ouest et à l'est se trouve la réserve naturelle des prairies de Pärnu. 
La vieille ville de Pärnu et la zone de conservation du patrimoine de la station s'étendent également jusqu'à la plage.
De l'autre côté du fleuve Pärnu se trouve la plage de Vana-Pärnu.

## Galerie

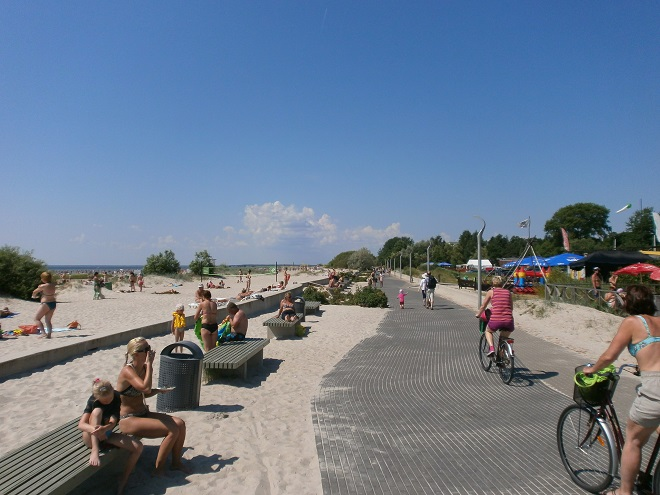
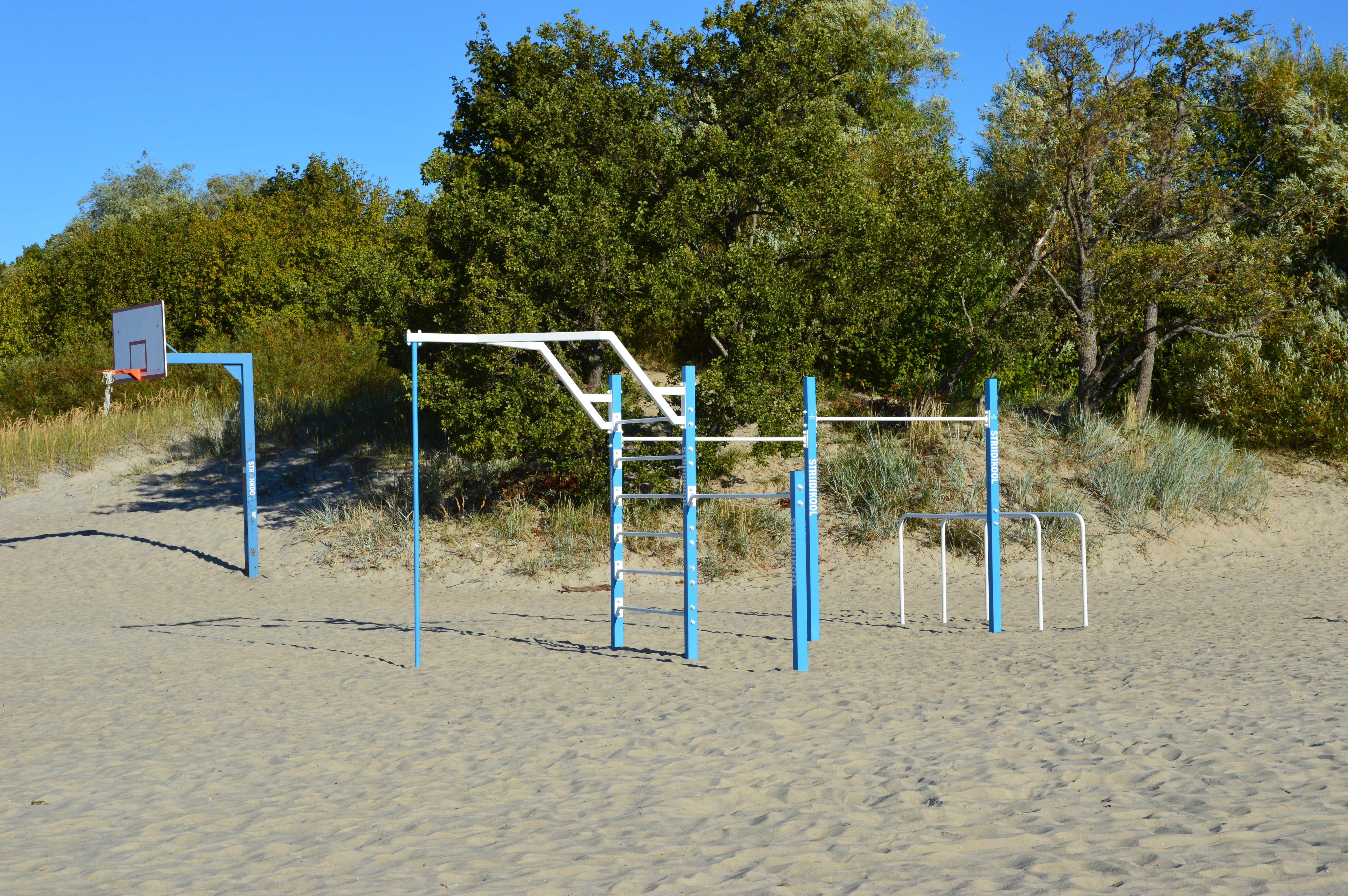
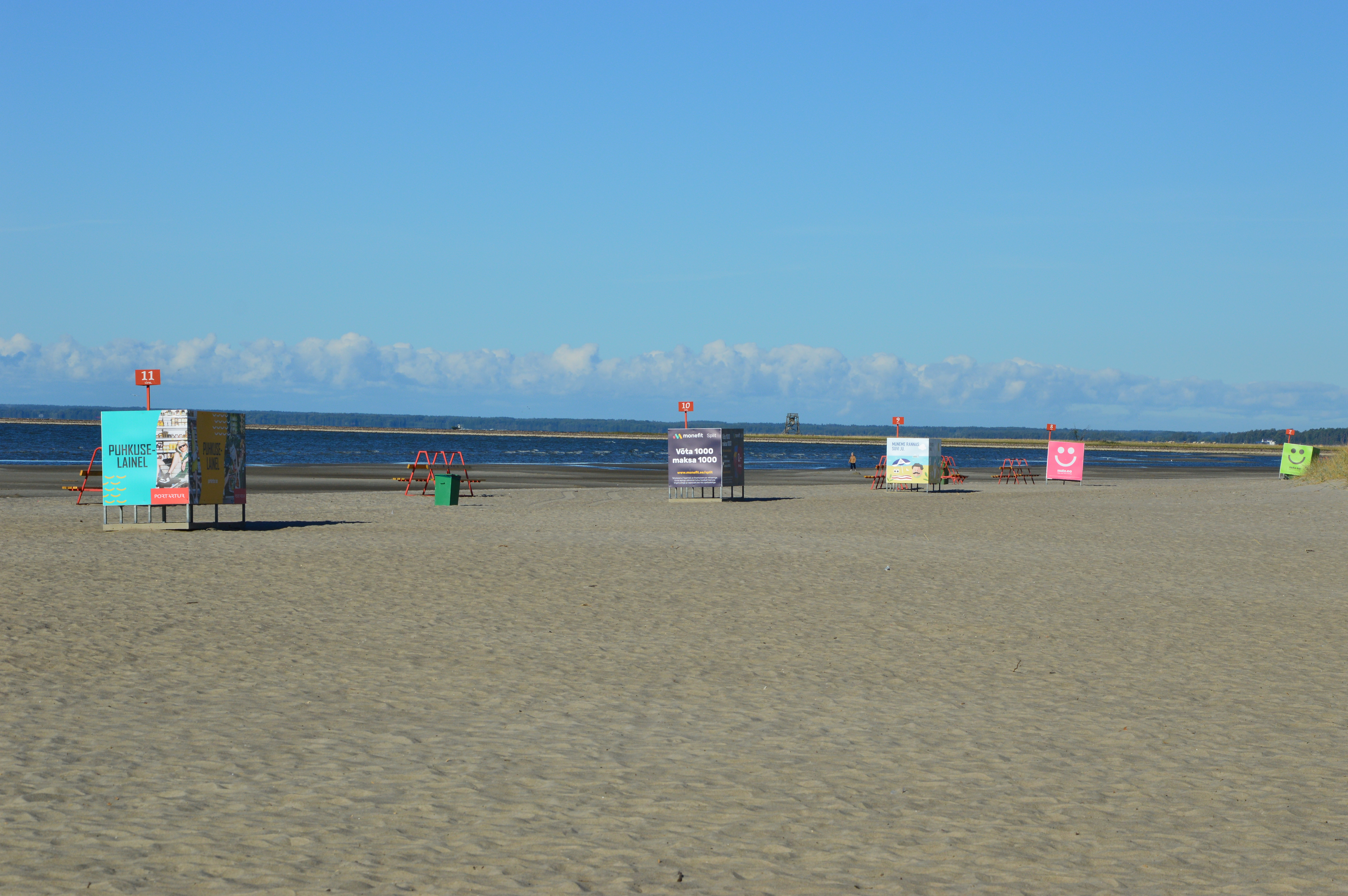

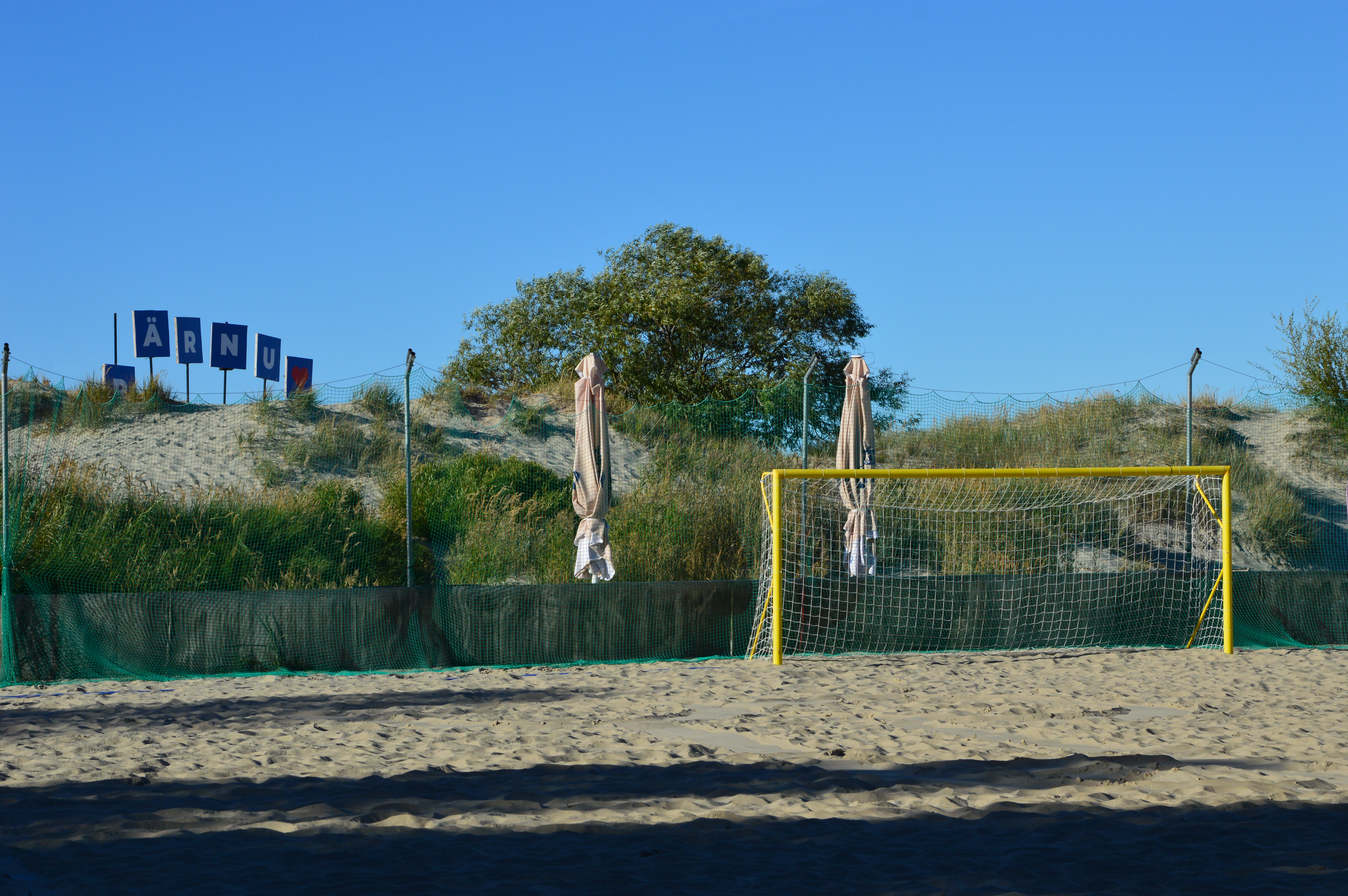
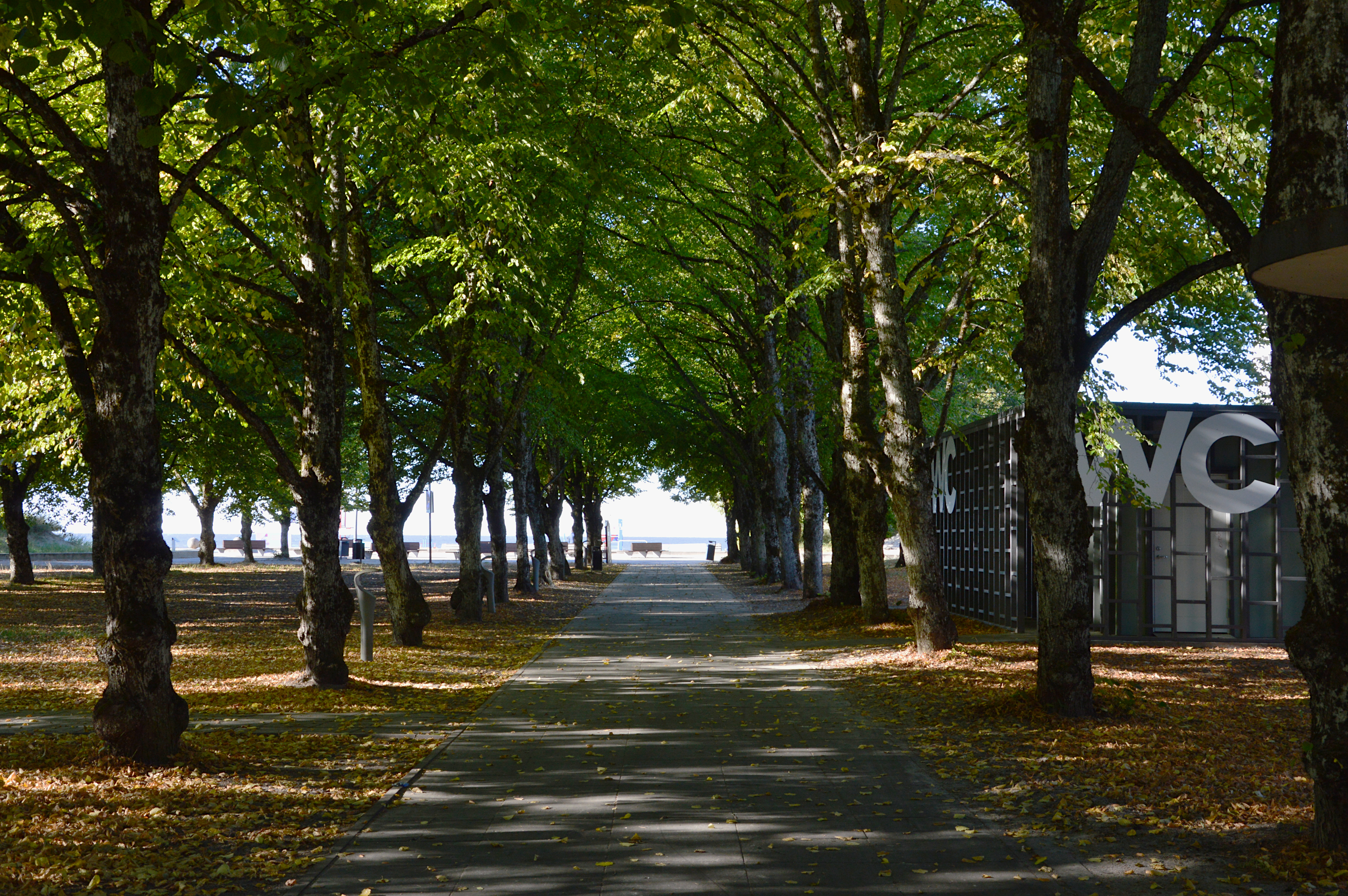
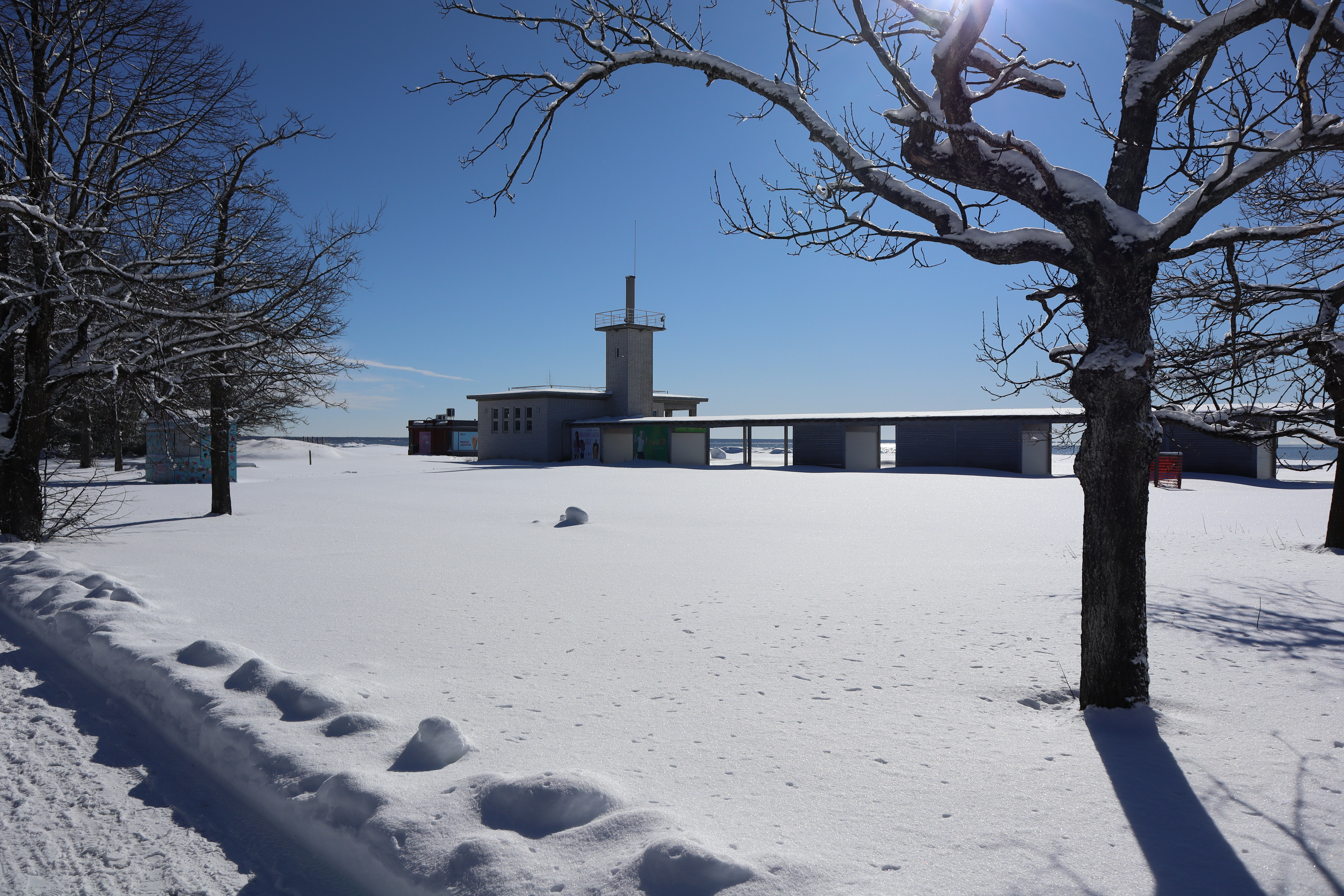